# Bionectria solani
Bionectria solani är en svampart som först beskrevs av Reinke & Berthold, och fick sitt nu gällande namn av Schroers 2001. Bionectria solani ingår i släktet Bionectria och familjen Bionectriaceae.   Inga underarter finns listade i Catalogue of Life.